# Turdus mupinensis
El zorzal chino o zorzal mongolés (Turdus mupinensis) es una especie de ave paseriforme de la familia de los túrdidos, es originario de la zona central de China y el norte de Vietnam.

## Hábitat
Su hábitat natural son los bosques templados, húmedos y montanos.
Un estudio molecular reciente pone a las especies europeas de plumaje similar, el zorzal común (Turdus philomelos) y el zorzal charlo (Turdus viscivorus), como parientes más cercanos del zorzal chino.
Está clasificado como de preocupación menor por la IUCN, debido a su amplia gama de distribución.